# HC Dukla Jihlava
HC Dukla Jihlava (celým názvem: Hockey Club Dukla Jihlava) je český profesionální klub ledního hokeje, který sídlí v Jihlavě v Kraji Vysočina. Od sezóny 2018/19 působí v Maxa lize, druhé české nejvyšší soutěži ledního hokeje. Klubové barvy jsou bordó a zlatá.
Založen byl v roce 1956 pod názvem ASD Dukla Olomouc a zpočátku se tak jednalo o klub pozemního vojska Československé lidové armády. O rok později byl klub definitivně přestěhován do Jihlavy, s čímž souvisela změna názvu na Duklu Jihlava. Do družstva tehdy nastupovali českoslovenští hokejisté k výkonu základní vojenské služby. Někteří už jako hotoví hráči, další jako talentovaní mladíci, kterým působení v elitním týmu pomohlo v kariéře: po návratu z vojny se stali oporami svých klubů a československé hokejové reprezentace. Čistě civilním týmem se stal teprve po pádu komunistického režimu.
Poslední titul, tehdy ještě federální, získala Dukla v sezóně 1990/91. Jako dvanáctinásobný mistr nejvyšší československé soutěže je poté historicky druhým nejúspěšnějším českým hokejovým klubem (první LTC Praha se čtrnácti, shodně s Kometou Brno). V následujících letech došlo k výraznému snížení přísunu financí ze strany Armády ČR a v kombinaci s profesionalizací hokeje v České republice došlo k odlivu kvalitních hráčů. Místo o titul tak Dukla musela pravidelně bojovat o přežití v extralize, což se až do sezóny 1998/99 dařilo, nicméně právě v tomto roce podlehla v barážové sérii Znojmu 3:4 na zápasy a po 43 letech sestoupila. Do extraligy se vrátila v sezóně 2004/05, jenže po této sezóně Dukla opět sestoupila. Následovalo 12 sezón v 1. české hokejové lize a to do sezóny 2017/18 kdy hrála Jihlava opět extraligu. Ovšem na konci zmiňované sezóny Dukla sestoupila přes baráž zpátky do první ligy, takže účast v nejvyšší soutěži opět byla pouze jednosezónní. V roce 2018 tým obdržel první místo v kategorii kolektiv v soutěži Sportovec kraje Vysočina. Tým dorostu byl oceněn 3. místem v anketě Sportovec kraje Vysočina v roce 2021 v kategorii kolektiv.

## Historie

### Vznik
Na konci roku 1956 byly zrušeny tři armádní prvoligové hokejové kluby: ATK Praha, Křídla vlasti Olomouc a Tankista Praha. Armáda jako zřizovatel těchto klubů si ovšem uvědomovala přínos sportu pro společnost a tak bylo z hráčů těchto tří zaniklých klubů vytvořeno mužstvo nové. Pod názvem ASD Dukla Olomouc bylo zařazeno do A skupiny 2. hokejové ligy, nicméně olomoučtí jej neměli příliš rádi, protože konkurovalo místnímu klubu TJ Spartak Moravia Olomouc. V té době byl v Jihlavě dokončen nový zimní stadion s umělým chlazením a místní Krajský výbor ČSTV podal žádost o přidělení týmu, kterým se nakonec stála právě Dukla Olomouc. Začátky nového klubu provázely potíže, protože hráči byli ubytováni v Praze na Strahově, trénovali na Kladně a zápasy hráli v Jihlavě, ale i tak se jim podařilo vyhrát svou skupinu a postoupit do první ligy. V roce 1957 pak bylo definitivně rozhodnuto o přemístění klubu do Jihlavy a o změně názvu na ASD Dukla Jihlava.

### 1957–1967: Stabilizace mezi elitou
Hlavním úkolem nového klubu v sezóně 1957/58 byla záchrana a ta se podařila, Dukla skončila devátá z dvanácti týmů tři body od sestupových příček. Následovala dvě sedmá místa, na nichž měla nemalý podíl kladenská trojice Josef Vimmer, Jindřich Karas, Jindřich Lidický, která si na Vysočině plnila dvouletou základní vojenskou službu, nebo reprezentanti Jozef Golonka, Jozef Bárta a Jiří Dolana. Za zmínku stojí rovněž vysoká návštěvnost na Horáckém zimním stadionu, která činila průměrně přes 7 tisíc diváků. Zlomovou sezónou se pak stal ročník 1960/61, ve kterém jihlavští skončili čtvrtí a zařadili se mezi užší špičku domácí ligy. Výrazně k tomu přispěl i mladý odchovanec Jan Klapáč, který se stal nejlepším střelcem týmu s 21 góly. O rok později skončila Dukla dokonce třetí a ke Klapáčovi se přidali další skvělí mladíci Jan Hrbatý, Jaroslav Holík nebo Karel Masopust. V následujících sezónách pak Dukla útočila na příčky nejvyšší, v té době ovšem československému hokeji kralovala Rudá hvězda Brno (dnešní Kometa Brno) a tak nejlepším umístěním bylo druhé místo ze sezóny 1965/66. Nejvýznamnější postavami této éry byli brankář Miloš Podhorský, který byl v Dukle od jejího založení a hrál již v Olomouci a trenér Jaroslav Pitner, strůjce budoucích úspěchů.
V již zmíněné sezóně 1965/66 pak došlo na tehdy ještě nekrytém Horáckém zimním stadionu k tragédii, když pořadatelé prodali víc vstupenek než bylo míst ke stání a v nastalé tlačenici byli dva lidé ušlapáni.

### 1967–1974: První zlatá éra
V sezóně 1965/66 skončila Dukla druhá pouze vinou horšího skóre, o rok později si už prvenství utéct nenechala. Vše začalo kvalitní přípravou ve švýcarském Davosu, pokračovalo úspěšným Spengler Cupem, který jihlavští získali po čtyřech vítězstvích se skóre 32:5. O titulu Dukla rozhodla v předposledním kole, když doma porazila Gottwaldov (dnešní Zlín) a po závěrečném utkání před televizními kamerami v Ostravě mohla slavit historicky první titul hokejového šampiona Československa. Během osmi sezón pak Dukla získala sedmkrát titul, z toho šestkrát za sebou, jedinou výjimku tvořil ročník 1972/73, ve kterém uspěly Pardubice, které ve finále play-off porazily právě Jihlavu poměrem 4:2 na zápasy. Dukla se mezitím rovněž stala historicky prvním vítězem play-off na československém území, v základní části sezóny 1970/71 sice skončila druhá za ZKL Brno, nicméně ve finále porazila právě tohoto soupeře 3:0 na zápasy.
I na mezinárodní scéně se dostavily úspěchy: ze šesti účastí na Spengler Cupu v této době Dukla vyválčila tři první místa (1965, 1966, 1968) a tři druhá. V Evropském hokejovém poháru (PMEZ) se čtyřikrát probila až do finále, zde ovšem pokaždé prohrála. Celkem třikrát se Dukla zúčastnila Světového poháru v USA, z toho dvakrát skončila druhá a jednou třetí.
Základy této vítězné generace položil trenér Jaroslav Pitner spolu se svým asistentem Stanislavem Neveselým, který navíc pod Pitnerem hrával v Dukle v letech 1965 až 1967. Jádro týmu tvořili havlíčkobrodští odchovanci Jaroslav Holík, Jiří Holík, Jan Suchý, Josef Augusta, Milan Chalupa, dále Jan Klapáč (Karlovy Vary), Jan Hrbatý (Prostějov), Ladislav Šmíd (Plzeň), ale klubem tehdy prošlo mnoho skvělých hráčů, např. Jiří Bubla, Richard Farda, Vladimír Martinec, František Kaberle, Milan Nový nebo Bohuslav Ebermann. Klapáč, Chalupa a oba Holíci se pak jako hráči Dukly stali mistry světa. Navíc se Jan Suchý jako první a zatím jediný obránce v historii československého i českého hokeje stal v sezóně 1968/69 vítězem kanadského bodování soutěže za 30 gólů a 26 asistencí.

### 1974–1981: Přestavba
Na začátku sezóny 1974/75 přišla Dukla o střelce Milana Nového a tuto ztrátu nebyla schopna několik let zacelit. Navíc opory zlaté éry začaly stárnout a tak trenérská dvojice Pitner–Neveselý začala s přestavbou týmu. Do týmu tak přišly budoucí hvězdy: brankář Jiří Králík, obránci Petr Adamík a Radoslav Svoboda nebo útočníci František Výborný, Oldřich Válek a Libor Dolana. Jihlava sice neopustila špičku 1. ligy, ale titul nezískala, nejblíže byla v sezóně 1976/77, ve které skončila o pouhý bod druhá za Kladnem (sled umístění 3., 3., 2., 5., 2., 2. a 4.). I v této éře se v dresu Dukly objevila celá řada kvalitních hokejistů, namátkou Jan Neliba, Antonín Micka, Jindřich Micka, Karel Horáček, Jaroslav Benák nebo Jiří Lála .
Spengler Cupu se Dukla zúčastnila v letech 1978 a 1979, přičemž první účast proměnila ve čtvrté vítězství.

### 1981–1991: Druhá zlatá éra
V sezóně 1981/82 byla přestavba hotova, pozici střelce zaujal českobudějovický Jiří Lála a Dukla získala titul s tehdy rekordním náskokem 12 bodů, když byla v tomto ročníku zrušena remíza a utkání se prodlužovalo nebo rozhodovala trestná střílení. Po skončení sezóny se s aktivní kariérou rozloučil Jaroslav Pitner, jeho pozici zaujal Stanislav Neveselý a asistentem se stal Jaroslav Holík. Nový trenérský tandem zdědil výborně poskládané mužstvo, které vynikalo zejména kvalitní obranou s brankářem Králíkem v čele. Velmi dobře si vedli i odchovanci Dukly Oldřich Svoboda, Bedřich Ščerban, Oldřich Válek a Petr Vlk, kteří se postupem času stali oporami mužstva. Dukla nejenže obhájila titul, ale přidala další dva navíc a zejména ten v sezóně sezóně 1984/85 byl výjimečný. Nejen konečným rozdílem patnácti bodů nad druhým VSŽ Košice, ale velkým počtem dvouciferných výher, kterých bylo hned šest, z toho dvě „obdržely“ Pardubice (11:3 a 11:4). Navíc se v kádru reprezentace na domácím mistrovství světa objevilo hned deset hráčů Dukly (Jaromír Šindel, Radoslav Svoboda, Jaroslav Benák, František Musil, Petr Rosol, Oldřich Válek, Michal Pivoňka, Jiří Šejba, Miloslav Hořava, Vladimír Kameš) a všichni se tak stali mistry světa.
Počínaje sezónou 1985/86 bylo do 1. ligy natrvalo zařazeno play-off, které ovšem Dukle mnoho úspěchů tehdy nepřineslo. Hned v první sezóně se jihlavští dostali až do finále, ve kterém ale podlehli VSŽ Košice 2:3 na zápasy, přičemž rozhodující páté utkání získal slovenský tým 3:4 po samostatných nájezdech. O rok později se situace opakovala jen s tím rozdílem, že vítězem se staly Pardubice a pátý zápas vyhrály v prodloužení. Následovaly porážky v semifinále (se Spartou), čtvrtfinále (opět Sparta) a čtvrtfinále (Litvínov). A tak přišla sezóna 1990/91: až na hráče, kterým končila základní vojenská služba, se podařilo udržet celý kádr pohromadě. Mužstvo, které již vedli trenér Jaroslav Holík s asistentem Josefem Augustou ještě posílil Richard Šmehlík a odchovanci Tomáš Chlubna, Leoš Pípa nebo Viktor Ujčík. Dukle vyšla již základní část, kterou vyhrála se stejným bodovým ziskem jako Dukla Trenčín (Jihlava měla lepší skóre), v semifinále zdolala VSŽ Košice a ve finále Litvínov 3:1 na zápasy. Ziskem dvanáctého titulu překonala Dukla Jihlava brněnskou Kometu a stala se tehdy historicky nejúspěšnějším klubem československé a české historie. Tento triumf byl prvně vyrovnán brněnskou Kometou v sezóně 2016/17, která se tak vrátila zpátky na mistrovský trůn. Překonán byl tento triumf o sezónu později a to přesně po 27 letech, kdy se Kometa radovala ze svého třináctého titulu, čímž Duklu odsunula zpátky na druhé místo v počtu titulů.

### 1991–1999: Pád do podprůměru a sestup
Nové možnosti odchodu do zahraničí využila po úspěšné sezóně řada zkušených hráčů (Ščerban, Dolana, Vlk, Polcar a další), největší ohlas ovšem vzbudila kauza Petra Kuchyni, který doslova utekl do New Jersey. Navíc strategie doplňování kádru mladými hráči přicházejícími na vojnu v nových podmínkách již nebyla možná a tak Dukle nezbylo nic jiného, než sázet na odchovance. Další podstatnou změnou byla změna statutu klubu, který se od 1. prosince 1992 stal příspěvkovou organizací, protože armáda o Duklu již nestála a její finanční příspěvky se oproti dřívějším létům podstatně snížily. Špatná ekonomická situace dokonce přinutila předsedu Dukly Jiřího Holíka v jednu chvíli jednat o sloučení se Slavií Praha, nicméně tato možnost padla. Neutěšený stav klubu se samozřejmě promítl i na ledě: v sezóně 1992/93 Jihlava ještě skončila devátá a vypadla v prvním kole play-off, o rok později už byla desátá a poprvé zažila boj o záchranu, který dopadl úspěšně. Začátek sezóny 1994/95 se vydařil a po první čtvrtině Dukla dokonce vedla tabulku, jenže po porážce na Spartě z následujících třiceti zápasů zvítězila pouze čtyřikrát, skončila beznadějně poslední a nesestoupila jen díky plánovanému rozšíření extraligy na čtrnáct týmů.
Po relativně slušné sezóně 1995/96 a desátém místu Dukla opět propadla a záchranu v ročníku 1996/97 si musela vybojovat v baráži, ve které zdolala Kralupy nad Vltavou 4:1 na zápasy. Po nepovedené sezóně se v klubu odehrály mnohé změny, výkonnost týmu šla nahoru a na tribuny Horáckého zimního stadionu se vrátili diváci. Konečné deváté místo bylo velkým příslibem do budoucna, jenže přišel osudový ročník 1998/99. Dukle se nepovedla příprava, v extralize šla od porážky k porážce a nepomohly ani výměny trenérů. V baráži jihlavští poměřili síly s ambiciózním Znojmem a poměrně záhy prohrávali 0:3 na zápasy. Ve čtvrtém utkání vedlo Znojmo již 0:2, jenže matadoři Petr Vlk a Ivo Novotný ve třetí třetině zápas otočili. Dukla získala i další dva zápasy v poměrech 8:2 a 3:1 a nikdo z fanoušků nepochyboval o záchraně. Jenže v sedmém utkání šlo Znojmo do dvougólového vedení a i přes snížení v power play na 2:3 byl zápas ztracen. Po 42 letech tak Dukla sestoupila z nejvyšší soutěže.
Přitom hráči, kteří v Dukle v této éře působili, byli kvalitní: bratři Kaňkovští, Viktor Ujčík, Martin Procházka, Jiří Dopita, František Kučera, Tomáš Kucharčík, Libor Dolana, Dušan Salfický nebo Radek Martínek, z nichž se někteří později stali mistry světa.

### 1999–2004: Neúspěšné pokusy o návrat a nečekaný postup
Po sestupu prodělal kádr výrazné změny a odcházející hráče nahradili především odchovanci, kteří se nedokázali prosadit do extraligového kádru. Boj o návrat však byl marný, třetí místo v základní části sice Dukla dokázala v play-off přetavit v zisk prvoligového titulu, jenže v baráži byly Vítkovice lepší a zvítězily 4:0 na zápasy. O rok později ztroskotala Jihlava v semifinále na Liberci, tento ročník ovšem poznamenala tragická událost z 22. února 2001, kdy byl v prvním čtvrtfinále play-off s Horáckou Slavií Třebíč po zákroku jihlavského obránce Mariana Moravy těžce zraněn třebíčský útočník Tomáš Zelenka, který skončil se zlomenými krčními obratli doživotně upoután na invalidní vozík.
V sezóně 2001/02 skončila Dukla v základní části potřetí za sebou třetí a dostala se až do finále, kde opět podlehla Liberci, rok nato pro změnu Kladnu. Až přišel ročník 2003/04; nic nenasvědčovalo tomu, že by měl být výrazně úspěšnější než předchozí, nicméně se podařilo vhodně doplnit kádr, což se projevilo zejména ve vyřazovací části. Po zdolání Hradce Králové (3:0 na zápasy) a Chomutova (3:1) se Dukla střetla s vítězem základní části, Berounem. Jihlava získala první zápas v poměru 1:0, třetí 4:1 a rozhodující pátý rovněž 4:1. V baráži se pak střetla se sebevědomými Českými Budějovicemi, díky obětavé obraně a skvělým výkonům brankáře Suchana získala obě utkání na hřišti soupeře a v domácím prostředí nedala budějovickým šanci a postoupila do extraligy. V posledním čtvrtém utkání se s aktivní kariérou dvěma brankami rozloučil Petr Kaňkovský.

### 2004–2017: Na špici druhé nejvyšší soutěže
Ať už byla síla Dukly jakákoliv, veškeré rozložení sil rozmetala stávka hráčů NHL. Prakticky všechny kluby extraligy posílili hvězdní hráči z NHL, Jihlavu jen Petr Buzek. První zápas proti Litvínovu před televizními kamerami začala fantasticky, když se hned v první minutě trefil Ladislav Rytnauer, jenže pak už to šlo s Duklou z kopce, v jednu chvíli dokonce natáhla sérii porážek na 23 zápasů a již dlouho dopředu bylo jasné, že i tento rok čeká žluto-červené baráž. V ní se opět po roce střetli s Českými Budějovicemi, které ovšem posílili borci z NHL (Václav Prospal, Roman Turek, Radek Dvořák, Radek Martínek, Stanislav Neckář a další) a celá série skončila 1:4 pro vítěze 1. ligy.
Dukla se od počátku sezóny 2005/06 přiřadila ke špici 1. ligy a skončila v základní části druhá, i přesto, že se do popředí tlačili další bohaté kluby jako Mladá Boleslav, HC Kometa Brno nebo Piráti Chomutov. Pak ovšem přišlo zklamání po vyřazení ve čtvrtfinále play-off 2:4 na zápasy s Hradcem Králové. V následujících letech se Dukla pokaždé dostala do vyřazovacích bojů, zde ovšem výraznějšího úspěchu nedosáhla a jejím maximem se stala třetí místa a semifinále v sezónách 2010/11 a 2013/14. V sezoně 2014/15 se dostala do semifinále, kde ale neprošla přes Chomutov, který ji vyřadil 1:4 na zápasy. Avšak v následující sezoně 2015/16 se přes Havířov a Ústí nad Labem, které ve čtvrtfinále vyřadilo Rytíře Kladno, dostala do barážové skupiny, ve které byla s dalšími známými kluby jako HC Slavia Praha, HC Energie Karlovy Vary a HC Verva Litvínov, ale skončila poslední se ziskem 10 bodů.
V sezóně 2016/17 se Dukla umístila na 2. místě po základní části. Ve čtvrtfinále play-off vyřadila HC Frýdek-Místek v poměru 4:1 na zápasy. V semifinále se jí do cesty postavili Rytíři Kladno, které porazila 4:3 na zápasy. Ačkoliv byla v následné barážové skupině o postup v konkurenci týmů jako HC Energie Karlovy Vary, HC Dynamo Pardubice a HC Motor České Budějovice považována za největšího outsidera, již od prvního kola baráže se držela na 1. místě její tabulky a kolo před koncem (21. dubna 2017) mohla slavit návrat do nejvyšší soutěže.

### 2017–2025: Loučení s Horáckým zimním stadionem a tři roky v azylu
Do extraligové sezóny 2017/18 vstupovala Dukla s jasně vytyčeným cílem záchrany i za cenu udržení alespoň v baráži. V průběhu ročníku držela důstojné tempo s ostatními elitními kluby, dokázala zprvu konkurovat a obírat o body papírové favority nejvyšší soutěže. Navzdory dostupného navýšení klubového rozpočtu od jednotlivých sponzorů a posílení o několik hráčů, po celkovém sezónním výsledku se sestupu o pouhý bod v tabulce od záchrany v barážové skupině vyhnout opět nepodařilo a na úkor úspěšného Litvínova a Karlových Varů, Jihlava sestoupila zpět do 1. ligy.
Podstatou problému účasti v extralize samo o sobě bylo již tak těsně schválené licenční řízení ohledně způsobilosti stárnoucího Horáckého zimního stadionu a současně předkládaný návrh na městské radnici pro zbourání dosluhujícího stadionu a nahrazení multifunkční arénou. První, časovým výhledem pravděpodobnější zahájení bourání a stavby, bylo původně naplánováno na rok 2020, do toho však přišla covidová krize a další ekonomické dopady ve formě nedostatku financování stavby, které celý proces výstavby zdržely o 3 roky. 
V roce 2020 po postupu týmu HHK Velké Meziříčí do 2. ligy se velkomeziříčský klub dohodl na spolupráci s týmy HC Dukla Jihlava a SK Horácká Slavia Třebíč.
Dukla se v sezónách po sestupu do 1. ligy držela opět na vrchních příčkách, v ročníku 2020/21 hrála prvoligové finále play-off s Rytíři Kladno o přímý postup do extraligy, ve kterém však byla neúspěšná.
Finále play-off 1. ligy si zopakovala v následující sezóně 2021/22, tentokrát s klubem VHK ROBE Vsetín, ve kterém vyhrála a postoupila do baráže opět proti Rytířům Kladno, ve které neuspěla ve výsledku série 1:4 na zápasy. Tato sezóna byla pro hokejisty Jihlavy zároveň i na dlouhou dobu poslední na domácím ledě, statika střechy Horáckého zimního stadionu již neodpovídala provozuschopnosti a tak se 30. 4. 2022 uskutečnil exhibiční rozlučkový zápas Grand Finále s klubovými ikonami a regionálními sportovními osobnostmi, kteří společně dali sbohem éře legendárního zimního stadionu.
Na jeho místě, počínaje zbouráním stávajícího stadionu, započala dne 28. 7. 2023 výstavba Horácké arény a klubu tříletá azylová éra zápasů a částečně i tréninků na zimním stadionu v Pelhřimově a zpočátku i v Jindřichově Hradci, načež mládežnické oddíly trénovaly a sehrávaly většinu zápasů ve vedlejší tréninkové hale.
Již první azylová sezona 2022/23 byla v první půli i díky rozšířené marodce týmu natolik komplikovaná, že vyústila k předčasnému povolání klubové legendy a stálice Tomáše Čachotského zpět do Dukly z úspěšných střídavých startů v extralize z Českých Budějovic, za cílem vyhnutí se záchranným příčkám soutěže. Závěrem základní části se podařilo stabilizovat alespoň v půli tabulky a sezóna končila prohrou ve čtvrtfinále se Vsetínem.
Druhý azylový ročník 2023/24 byl již o něco stabilnější, ačkoli bilance vyhraných zápasů na předsunutém pelhřimovském ledě nebyla pozitivní, tým dokázal bodově uhrávat zápasy na stadionech soupeřů. V této sezóně zároveň Tomáš Čachotský zapsal svůj jubilejní 1 000. start za A-tým Dukly. Závěrem základní části Jihlava nevstupovala do play-off jako favorit, dokázala však zužitkovat své dobře zapamatované zkušenosti z play-off posledních let a ve čtvrtfinále přehrát krále tabulky základní části z Poruby. V semifinále skončila sezóna Dukly opět prohrou se Vsetínem.
Třetí azylová sezóna 2024/25 pokračovala s vytyčeným cílem navázat na úspěchy sezóny předchozí. Dukla se poprvé v azylu udržela mezi prvními šesti týmy postupujícími přímo do čtvrtfinále. V tom narazila na regionálního rivala z Třebíče, rovněž hrajícího v azylu, kterého přehrála poměrem 3:1 na zápasy. V semifinále se Jihlava utkala opět s favorizovaným Vsetínem, kterého dokázala překvapit opět svými zkušenostmi v průběhu série a účinným stylem hokeje odolat ofenzivní převaze soupeře. Z výhry rozhodujícího 7. zápasu na zimním stadionu Na Lapači, vzešel senzační postup Dukly do finále 1. ligy proti týmu RI Okna Berani Zlín.  
Ve finálovém střetu proti Zlínu se podařilo uspět na 6 zápasů, završit tak azylovou éru klubu s prvoligovou zlatou tečkou a postoupit do baráže o extraligu proti klubu HC Olomouc. Zimní stadion v Pelhřimově však neodpovídal extraligovým regulím pro odehrání barážového zápasu kvůli chybějící videotechnice pro rozhodčí a moderním elastickým mantinelům. Dukla tak svolila pro jedinou ekonomicky dostupnou možnost odehrát všechny zápasy baráže na zimním stadionu v Olomouci. V baráži, i když první zápas dospěl až do samostatných nájezdů, Dukla podlehla Olomouci 0:4 poměrem na zápasy. 

### 2025–: Vstup nového majitele, restart klubové identity a návrat domů do boje o nejvyšší příčky
Již v průběhu barážové série proti Olomouci došlo k navázání prvních seriózních kontaktů ohledně potenciálního prodeje klubu soukromému vlastníkovi. Primátor města Jihlavy Petr Ryška zahájil jednání se spolumajitelem investiční společnosti SPM Invest s.r.o. a 53. nejbohatším Čechem dle žebříčku Forbes, Slavomírem Pavlíčkem.
Tato jednání dospěla k vzájemné shodě a na jednání městského zastupitelstva dne 24. 6. 2025 došlo k návrhu a následnému schválení smlouvy o převodu 80% vlastnického podílu obchodní společnosti HC Dukla Jihlava, s.r.o., o týden později stvrzeného slavnostním podpisem primátora Petra Ryšky, výkonného jednatele klubu Bedřicha Ščerbana a nového majitele Slavomíra Pavlíčka. Souběžně s transakcí, mezi prvními kroky pod novým majitelem došlo k navýšení vlastního klubového kapitálu o celkovou částku 34 milionů Kč. Dále klub angažoval první elitní posilu, útočníka Tomáše Rachůnka.
Po 26 letech od předchozího převodu vlastnictví klubu z Ministerstva obrany ČR do rukou statutárního města Jihlavy na sklonu sestupové sezóny zkraje minulého tisíciletí, se jedná o historicky první majetkovou privatizaci klubu v jeho skoro 70 leté historii. 
Klub s novým majitelem za zády deklaroval za cíl obnovu klubové identity, marketingový restart, brzký návrat zpátky mezi extraligovou elitu a navázání ve střednědobém měřítku zpět na vrcholové klubové úspěchy.  
V sezóně 2025/26 se Dukla vrací do Jihlavy po třech letech na domácí led do nově otevřené, moderní Horácké arény.

## Historické názvy
(zdroj:)
- 1956 – ASD Dukla Olomouc (Armádní sportovní družstvo Dukla Olomouc)
- 1957 – ASD Dukla Jihlava (Armádní sportovní družstvo Dukla Jihlava)
- 1994 – HC Dukla Jihlava (Hockey Club Dukla Jihlava)
- 2000 – fúze s SK Jihlava ⇒ název nezměněn[18]

## Týmové úspěchy
(zdroj:)
- Umístění v nejvyšší domácí soutěži:
  -  1. místo: 1966/1967, 1967/1968, 1968/1969, 1969/1970, 1970/1971, 1971/1972, 1973/1974, 1981/1982, 1982/1983, 1983/1984, 1984/1985, 1990/1991
  -  2. místo: 1965/1966, 1972/1973, 1976/1977, 1978/1979, 1979/1980, 1985/1986, 1986/1987
  -  3. místo: 1961/1962, 1963/1964, 1974/1975, 1975/1976, 1987/1988
  - Vítěz základní části: 1989/1990

- Umístění v 2. nejvyšší domácí soutěži:
  -  1. místo: 1999/2000, 2003/2004, 2015/2016, 2021/2022, 2024/2025
  -  2. místo: 2001/2002, 2002/2003, 2016/2017, 2020/2021
  -  3. místo: 2000/2001, 2010/2011, 2013/2014, 2018/2019
  - Vítěz základní části: 2018/2019

- Evropský hokejový pohár:
  -  2. místo: 1967/1968, 1970/1971, 1974/1975, 1982/1983, 1983/1984
- Spenglerův pohár:
  -  1. místo: 1965, 1966, 1968, 1978, 1982
  -  2. místo: 1969, 1970, 1977, 1983, 1984
- Světový pohár v USA:
  -  2. místo: 1972, 1973
  -  3. místo: 1971

## Legendy Dukly Jihlava

### Brankáři
- Jiří Králík (v Dukle 1976–1983)
- Marek Novotný (v Dukle 1989–1999)
- Miloš Podhorský (v Dukle 1956–1967)
- Oldřich Svoboda (v Dukle 1986–1992 a 1994/1995)

### Obránci
- Petr Adamík (v Dukle 1971–1984)
- Jaroslav Benák (v Dukle 1981–1995)
- Karel Horáček (v Dukle 1973–1986)
- Milan Chalupa (v Dukle 1973–1984 a 1993/1994)
- Jan Suchý (v Dukle 1963–1979)
- Radoslav Svoboda (v Dukle 1980–1986)
- Bedřich Ščerban (v Dukle 1983–1997 a 2007/2008)
- Ladislav Šmíd (v Dukle 1958–1971)

### Útočníci
- Josef Augusta (v Dukle 1965–1982)
- Oldřich Bakus (v Dukle 2000–2011)
- Jiří Cihlář (v Dukle 1988–2000)
- Tomáš Čachotský (v Dukle 2000–současnost)
- Libor Dolana (v Dukle 1982–1997)
- Jaroslav Holík (v Dukle 1961–1979)
- Jiří Holík (v Dukle 1963–1978)
- Jan Hrbatý (v Dukle 1961–1980)
- Petr Kaňkovský (v Dukle 1988–1993, 1995–1997, 2001–2004 a 2006/2007)
- Jan Klapáč (v Dukle 1961–1975)
- Miloš Kupec (v Dukle 1973–1985)
- Antonín Micka (v Dukle 1979–1989)
- Miloš Novák (v Dukle 1970–1983)
- Aleš Polcar (v Dukle 1985–1991 a 1997–2000)
- Jiří Poukar (v Dukle 1989–1997 a 1999–2001)
- Oldřich Válek (v Dukle 1978–1996)
- Petr Vlk (v Dukle 1984–1991, 1994–1999 a 2002/2003)
- František Výborný (v Dukle 1972–1985)

### Trenéři
- Stanislav Neveselý (v Dukle 1964–1987)
- Jaroslav Pitner (v Dukle 1958–1982)

## Jihlavská stopa v NHL
Seznam kmenových hráčů či odchovanců Dukly, kteří hráli v NHL:
- Milan Chalupa (Detroit Red Wings)
- Robert Holík (Hartford Whalers, New Jersey Devils, New York Rangers, Atlanta Thrashers)
- Patrik Augusta (Toronto Maple Leafs, Washington Capitals)
- Radim Bičánek (Ottawa Senators, Chicago Blackhawks, Columbus Blue Jackets)
- Josef Marha (Colorado Avalanche, Anaheim Mighty Ducks, Chicago Blackhawks)
- Petr Buzek (Dallas Stars, Atlanta Thrashers, Calgary Flames)
- Marek Posmyk (Tampa Bay Lightning)
- Michal Rozsíval (Pittsburgh Penguins, New York Rangers, Phoenix Coyotes, Chicago Blackhawks)
- Petr Svoboda (Toronto Maple Leafs)
- David Musil (Edmonton Oilers)
- David Rittich (Calgary Flames)
- Jakub Škarek (New York Islanders)

## Mistři světa

### Na mistrovství světa hráčem Dukly
- 1972 – Jan Klapáč, Jaroslav Holík, Jiří Holík
- 1976 – Jiří Holík, Milan Chalupa
- 1977 – Jiří Holík, Milan Chalupa
- 1985 – Jaromír Šindel, Radoslav Svoboda, Jaroslav Benák, František Musil, Petr Rosol, Oldřich Válek, Michal Pivoňka, Jiří Šejba, Miloslav Hořava, Vladimír Kameš

### Hráči, kteří Duklou prošli
- 1972 – Josef Horešovský, Jiří Bubla, Vladimír Bednář, Jiří Kochta, Richard Farda, Vladimír Martinec
- 1976 – Jiří Bubla, Milan Kajkl, Miroslav Dvořák, František Kaberle, Jiří Novák, Milan Nový, Vladimír Martinec, František Černík
- 1977 – Jiří Bubla, Milan Kajkl, Miroslav Dvořák, František Kaberle, Bohuslav Ebermann, Jiří Novák, Milan Nový, Vladimír Martinec
- 1985 – Jiří Králík, Arnold Kadlec, Eduard Uvíra, Jiří Lála, Igor Liba, Vincent Lukáč, Dušan Pašek, Dárius Rusnák
- 1996 – Roman Čechmánek, Drahomír Kadlec, Viktor Ujčík, Martin Procházka, Jiří Dopita
- 1999 – Roman Čechmánek, František Kučera, Viktor Ujčík, Tomáš Kucharčík, Martin Procházka
- 2000 – Roman Čechmánek, Dušan Salfický, Petr Buzek, František Kučera, Radek Martínek, Martin Procházka, Jiří Dopita
- 2001 – Dušan Salfický, Radek Martínek, Viktor Ujčík, Martin Procházka, Jiří Dopita
- 2010 – Michal Rozsíval, Miroslav Blaťák, Petr Čáslava
- 2024 – Karel Vejmelka, Ondřej Beránek, Jakub Flek

### Trenéři
- 1972 – Jaroslav Pitner
- 1985 – Stanislav Neveselý
- 1999, 2000 a 2001 – Josef Augusta

## Olympijští vítězové
Vítězové olympijských her, kteří prošli Duklou:
- 1998 – Dominik Hašek, Roman Čechmánek, František Kučera, Richard Šmehlík, Jiří Dopita, Martin Procházka

## „Rodiny“ v Dukle

### Bratři
Bratrské dvojice, které se objevily v dresu jihlavské Dukly. V závorce uvedena doba působení v Dukle:
- Jaroslav Holík (1961–1979) a Jiří Holík (1963–1978)
- Jan Klapáč (1961–1975) a Miroslav Klapáč (1966–1968)
- Jan Suchý (1963–1979) a Pavel Suchý (1965–1967)
- Jindřich Micka (1977–1984) a Antonín Micka (1979–1989)
- Roman Kaňkovský (1987–1997) a Petr Kaňkovský (1988–2004)
- Ivan Padělek (1992–2005) a Aleš Padělek (1997–2005)
- Ladislav Prokůpek (1992–1998) a Miroslav Prokůpek (1992–1993)
- Patrik Fink (1993–2004) a Karel Fink (2000–2001)
- Martin Krupka (2007–2010) a Lukáš Krupka (2007–2014)

### Další rodinné vztahy
Rodinní příslušníci, kteří si zahráli za jihlavskou Duklu s dobou působení v týmu v závorce:
- Jiří Dolana (1956–1958) + Libor Dolana (1982–1998) + Tomáš Dolana (2002–2005) a Roman Dolana (2002–2007; pouze dorost a juniorský tým)
- Jan Hrbatý nejst. (1961–1980) + Jan Hrbatý st. (1983–1988) + Jan Hrbatý nejml. (2002–2010) a Filip Hrbatý (2005–2006)
- Jaroslav Holík (1961–1979) + Robert Holík (1987–1990)
- Jiří Holík st. (1963–1978) + Jiří Holík mladší (1994–1997)
- Stanislav Neveselý (1964–1967) + Marek Neveselý (1983–1987)
- Josef Augusta (1965–1982) + Patrik Augusta (1988–1992)
- Jan Suchý (1965–1979) + Šimon Szathmáry (vnuk; 2016–?)
- Karel Dvořák st. (1970–1974) + Karel Dvořák ml. (2000–2001)
- Josef Hronek (1970–1972) + Lukáš Hronek (2003–2005)
- Otta Klapka (1975–1983) + Lukáš Klapka (2001–2002)
- Radoslav Svoboda (1980–1986) + Petr Svoboda (1998–1999)
- František Musil (1984–1986 a 2001–2002) + David Musil (2008–2009)
- Petr Vlk st. (1984–1991, 1993–1999 a 2003) + Petr Vlk ml. (2006–2007)
- Marek Novotný (1990–2000) + Filip Novotný (2002–2007, 2009 a 2011–2013)
- Tomáš Chlubna st. (1990–1994) + Tomáš Chlubna ml. (2015–2021 a 2023)
- Pavel Maláč (1993–1994) a Filip Maláč (2020–2024)
- Richard Cachnín st. (1998–2002) a Richard Cachnín ml. (2021–současnost)

## Statistiky

### Přehled ligové účasti
Stručný přehled
(zdroj:)
- 1956–1957: 2. československá hokejová liga – sk. B (Druhá nejvyšší soutěž Československa)
- 1957–1993: Československá hokejová liga (Nejvyšší soutěž Československa)
- 1993–1999: Extraliga ledního hokeje (Nejvyšší soutěž České republiky)
- 1999–2004: 1. česká hokejová liga (Druhá nejvyšší soutěž České republiky)
- 2004–2005: Extraliga ledního hokeje (Nejvyšší soutěž České republiky)
- 2005–2017: 1. česká hokejová liga (Druhá nejvyšší soutěž České republiky)
- 2017–2018: Extraliga ledního hokeje (Nejvyšší soutěž České republiky)
- 2018–současnost: 1. česká hokejová liga (Druhá nejvyšší soutěž České republiky)

### Jednotlivé ročníky
(zdroj:)
Legenda: červené podbarvení – sestup, zelené podbarvení – postup, fialové podbarvení – reorganizace, změna skupiny či soutěže
| Československo (1956–1993) |                      |        |    |     |                                                               |          |             |
| Ročník                     | Soutěž               | Úroveň | PK | ZČ  | Play-off                                                      | Cel. um. | Pozn.       |
| 1956/1957                  | 2. liga – sk. B      | 2.     | 6  | 1.  |                                                               | 1.       | Kvalifikace |
| 1957/1958                  | 1. liga              | 1.     | 12 | 9.  |                                                               | 9.       |             |
| 1958/1959                  | 1. liga              | 1.     | 12 | 7.  |                                                               | 7.       |             |
| 1959/1960                  | 1. liga              | 1.     | 12 | 7.  |                                                               | 7.       |             |
| 1960/1961                  | 1. liga              | 1.     | 12 | 6.  |                                                               | 4.       |             |
| 1961/1962                  | 1. liga              | 1.     | 12 | 4.  |                                                               | 3.       |             |
| 1962/1963                  | 1. liga              | 1.     | 12 | 4.  |                                                               | 4.       |             |
| 1963/1964                  | 1. liga              | 1.     | 12 | 6.  |                                                               | 3.       |             |
| 1964/1965                  | 1. liga              | 1.     | 12 | 4.  |                                                               | 4.       |             |
| 1965/1966                  | 1. liga              | 1.     | 10 | 2.  |                                                               | 2.       |             |
| 1966/1967                  | 1. liga              | 1.     | 10 | 1.  |                                                               | 1.       |             |
| 1967/1968                  | 1. liga              | 1.     | 10 | 1.  |                                                               | 1.       |             |
| 1968/1969                  | 1. liga              | 1.     | 10 | 1.  |                                                               | 1.       |             |
| 1969/1970                  | 1. liga              | 1.     | 10 | 1.  |                                                               | 1.       |             |
| 1970/1971                  | 1. liga              | 1.     | 10 | 2.  | Finále (výhra 3:0 na zápasy nad ZKL Brno)                     | 1.       |             |
| 1971/1972                  | 1. liga              | 1.     | 10 | 1.  |                                                               | 1.       |             |
| 1972/1973                  | 1. liga              | 1.     | 10 | 2.  | Finále (prohra 2:4 na zápasy s Tesla Pardubice)               | 2.       |             |
| 1973/1974                  | 1. liga              | 1.     | 12 | 1.  |                                                               | 1.       |             |
| 1974/1975                  | 1. liga              | 1.     | 12 | 3.  |                                                               | 3.       |             |
| 1975/1976                  | 1. liga              | 1.     | 12 | 3.  |                                                               | 3.       |             |
| 1976/1977                  | 1. liga              | 1.     | 12 | 2.  |                                                               | 2.       |             |
| 1977/1978                  | 1. liga              | 1.     | 12 | 5.  |                                                               | 5.       |             |
| 1978/1979                  | 1. liga              | 1.     | 12 | 2.  |                                                               | 2.       |             |
| 1979/1980                  | 1. liga              | 1.     | 12 | 2.  |                                                               | 2.       |             |
| 1980/1981                  | 1. liga              | 1.     | 12 | 4.  |                                                               | 4.       |             |
| 1981/1982                  | 1. liga              | 1.     | 12 | 1.  |                                                               | 1.       |             |
| 1982/1983                  | 1. liga              | 1.     | 12 | 1.  |                                                               | 1.       |             |
| 1983/1984                  | 1. liga              | 1.     | 12 | 1.  |                                                               | 1.       |             |
| 1984/1985                  | 1. liga              | 1.     | 12 | 1.  |                                                               | 1.       |             |
| 1985/1986                  | 1. liga              | 1.     | 12 | 3.  | Finále (prohra 2:3 na zápasy s VSŽ Košice)                    | 2.       |             |
| 1986/1987                  | 1. liga              | 1.     | 12 | 3.  | Finále (prohra 2:3 na zápasy s Tesla Pardubice)               | 2.       |             |
| 1987/1988                  | 1. liga              | 1.     | 12 | 4.  | Semifinále (prohra 2:3 na zápasy s TJ Sparta ČKD Praha)       | 3.       |             |
| 1988/1989                  | 1. liga              | 1.     | 12 | 3.  | Čtvrtfinále (prohra 1:3 na zápasy s TJ Sparta ČKD Praha)      | 5.       |             |
| 1989/1990                  | 1. liga              | 1.     | 12 | 1.  | Čtvrtfinále (prohra 1:2 na zápasy s TJ CHZ Litvínov)          | 5.       |             |
| 1990/1991                  | 1. liga              | 1.     | 14 | 1.  | Finále (výhra 3:1 na zápasy nad HC CHZ Litvínov)              | 1.       |             |
| 1991/1992                  | 1. liga – sk. Západ  | 1.     | 7  | 3.  | Čtvrtfinále (prohra 2:3 na zápasy s HC Vítkovice)             | 5.–8.    |             |
| 1992/1993                  | 1. liga              | 1.     | 14 | 9.  | Osmifinále (prohra 2:3 na zápasy s AC ZPS Zlín)               | 10.      |             |
| Česko (1993–)              |                      |        |    |     |                                                               |          |             |
| Ročník                     | Soutěž               | Úroveň | PK | ZČ  | Play-off                                                      | Cel. um. | Pozn.       |
| 1993/1994                  | Extraliga            | 1.     | 12 | 10. | Ne                                                            | 10.      | O udržení   |
| 1994/1995                  | Extraliga            | 1.     | 12 | 12. | Ne                                                            | 12.      | sk. o udr.  |
| 1995/1996                  | Extraliga            | 1.     | 14 | 10. | Čtvrtfinále (prohra 0:4 na zápasy s HC Sparta Praha)          | 8.       |             |
| 1996/1997                  | Extraliga            | 1.     | 14 | 13. | Ne                                                            | 13.      | Baráž       |
| 1997/1998                  | Extraliga            | 1.     | 14 | 9.  | Ne                                                            | 9.       |             |
| 1998/1999                  | Extraliga            | 1.     | 14 | 14. | Ne                                                            | 14.      | Sestup      |
| 1999/2000                  | 1. liga              | 2.     | 14 | 3.  | Finále (výhra 3:2 na zápasy nad KLH Chomutov)                 | 1.       | Baráž       |
| 2000/2001                  | 1. liga              | 2.     | 14 | 3.  | Semifinále (prohra 2:3 na zápasy s HC Liberec)                | 3.       |             |
| 2001/2002                  | 1. liga              | 2.     | 14 | 3.  | Finále (prohra 1:3 na zápasy s Bílí Tygři Liberec)            | 2.       |             |
| 2002/2003                  | 1. liga              | 2.     | 14 | 2.  | Finále (prohra 1:3 na zápasy s HC Rabat Kladno)               | 2.       |             |
| 2003/2004                  | 1. liga              | 2.     | 14 | 3.  | Finále (výhra 3:2 na zápasy nad HC Medvědi Beroun 1933)       | 1.       | Baráž       |
| 2004/2005                  | Extraliga            | 1.     | 14 | 14. | Ne                                                            | 14.      | Baráž       |
| 2005/2006                  | 1. liga              | 2.     | 14 | 2.  | Čtvrtfinále (prohra 2:4 na zápasy s HC VČE Hradec Králové)    | 5.       |             |
| 2006/2007                  | 1. liga              | 2.     | 14 | 7.  | Čtvrtfinále (prohra 0:4 na zápasy s HC Slovan Ústí nad Labem) | 7.       |             |
| 2007/2008                  | 1. liga – sk. Východ | 2.     | 8  | 5.  | Předkolo (prohra 2:3 na zápasy s HC Vrchlabí)                 | 5.       |             |
| 2008/2009                  | 1. liga              | 2.     | 16 | 7.  | Čtvrtfinále (prohra 0:4 na zápasy s KLH Chomutov)             | 6.       |             |
| 2009/2010                  | 1. liga              | 2.     | 16 | 6.  | Čtvrtfinále (prohra 1:4 na zápasy s HC Olomouc)               | 6.       |             |
| 2010/2011                  | 1. liga              | 2.     | 16 | 3.  | Semifinále (prohra 0:4 na zápasy s KLH Chomutov)              | 3.       |             |
| 2011/2012                  | 1. liga              | 2.     | 14 | 4.  | Semifinále (prohra 1:4 na zápasy s HC Slovan Ústečtí Lvi)     | 4.       |             |
| 2012/2013                  | 1. liga              | 2.     | 14 | 6.  | Čtvrtfinále (prohra 0:4 na zápasy s HC Slovan Ústečtí Lvi)    | 6.       |             |
| 2013/2014                  | 1. liga              | 2.     | 14 | 3.  | Semifinále (prohra 1:4 na zápasy s HC Olomouc)                | 3.       |             |
| 2014/2015                  | 1. liga              | 2.     | 14 | 4.  | Semifinále (prohra 1:4 na zápasy s Piráti Chomutov)           | 4.       |             |
| 2015/2016                  | 1. liga              | 2.     | 14 | 2.  | Semifinále (výhra 4:1 na zápasy nad HC Slovan Ústí nad Labem) | 1.       | Baráž       |
| 2016/2017                  | 1. liga              | 2.     | 14 | 2.  | Semifinále (výhra 4:3 na zápasy nad Rytíři Kladno)            | 2.       | Baráž       |
| 2017/2018                  | Extraliga            | 1.     | 14 | 13. | Ne                                                            | 13.      | Baráž       |
| 2018/2019                  | 1. liga              | 2.     | 15 | 1.  | Semifinále (prohra 1:4 na zápasy s Rytíři Kladno)             | 3.       |             |
| 2019/2020                  | 1. liga              | 2.     | 16 | 9.  | play-off zrušeno kvůli pandemii covidu-19                     |          |             |
| 2020/2021                  | 1. liga              | 2.     | 18 | 2.  | Finále (prohra 3:4 na zápasy s Rytíři Kladno)                 | 2.       |             |
| 2021/2022                  | 1. liga              | 2.     | 17 | 4.  | Finále (výhra 4:2 na zápasy nad VHK ROBE Vsetín)              | 1.       | Baráž       |
| 2022/2023                  | 1. liga              | 2.     | 14 | 7.  | Čtvrtfinále (prohra 0:3 na zápasy nad VHK ROBE Vsetín)        | 7.       |             |
| 2023/2024                  | 1. liga              | 2.     | 14 | 8.  | Semifinále (prohra 1:4 na zápasy nad VHK ROBE Vsetín)         | 8.       |             |
| 2024/2025                  | 1. liga              | 2.     | 14 | 6.  | Finále (výhra 2:4 na zápasy nad RI Okna Berani Zlín)          | 1.       | Baráž       |
| 2025/2026                  | 1. liga              | 2.     | 14 |     |                                                               |          |             |

### Přehled kapitánů a trenérů v jednotlivých sezónách
| Sezóna    | Soutěž               | Kapitán                                  | Trenéři                                                                                            | Soupiska |
| --------- | -------------------- | ---------------------------------------- | -------------------------------------------------------------------------------------------------- | -------- |
| 1956/1957 | 2. liga – sk. B      |                                          | Jiří Anton                                                                                         |          |
| 1957/1958 | 1. liga              |                                          | Jiří Anton                                                                                         |          |
| 1958/1959 | 1. liga              |                                          | Jiří Anton, později Jaroslav Pitner                                                                |          |
| 1959/1960 | 1. liga              |                                          | Jaroslav Pitner                                                                                    |          |
| 1960/1961 | 1. liga              |                                          | Jaroslav Pitner                                                                                    |          |
| 1961/1962 | 1. liga              |                                          | Jaroslav Pitner                                                                                    |          |
| 1962/1963 | 1. liga              |                                          | Jaroslav Pitner                                                                                    |          |
| 1963/1964 | 1. liga              |                                          | Jaroslav Pitner                                                                                    |          |
| 1964/1965 | 1. liga              |                                          | Jaroslav Pitner, Stanislav Neveselý                                                                |          |
| 1965/1966 | 1. liga              |                                          | Jaroslav Pitner, Stanislav Neveselý                                                                |          |
| 1966/1967 | 1. liga              |                                          | Jaroslav Pitner, Stanislav Neveselý                                                                |          |
| 1967/1968 | 1. liga              |                                          | Jaroslav Pitner, Stanislav Neveselý                                                                |          |
| 1968/1969 | 1. liga              |                                          | Jaroslav Pitner, Stanislav Neveselý                                                                |          |
| 1969/1970 | 1. liga              |                                          | Jaroslav Pitner, Stanislav Neveselý                                                                |          |
| 1970/1971 | 1. liga              | Jan Hrbatý                               | Jaroslav Pitner, Stanislav Neveselý                                                                |          |
| 1971/1972 | 1. liga              | Jan Hrbatý                               | Jaroslav Pitner, Stanislav Neveselý                                                                |          |
| 1972/1973 | 1. liga              | Jan Hrbatý                               | Jaroslav Pitner, Stanislav Neveselý                                                                |          |
| 1973/1974 | 1. liga              | Jan Hrbatý                               | Jaroslav Pitner, Stanislav Neveselý                                                                |          |
| 1974/1975 | 1. liga              | Jan Hrbatý                               | Jaroslav Pitner, Stanislav Neveselý                                                                |          |
| 1975/1976 | 1. liga              | Jan Hrbatý                               | Jaroslav Pitner, Stanislav Neveselý                                                                |          |
| 1976/1977 | 1. liga              | Jan Hrbatý                               | Jaroslav Pitner, Stanislav Neveselý                                                                |          |
| 1977/1978 | 1. liga              | Jan Hrbatý                               | Jaroslav Pitner, Stanislav Neveselý                                                                |          |
| 1978/1979 | 1. liga              | Jan Hrbatý                               | Jaroslav Pitner, Stanislav Neveselý                                                                |          |
| 1979/1980 | 1. liga              |                                          | Jaroslav Pitner, Stanislav Neveselý                                                                |          |
| 1980/1981 | 1. liga              | Josef Augusta                            | Jaroslav Pitner, Stanislav Neveselý                                                                |          |
| 1981/1982 | 1. liga              | Miloš Kupec                              | Jaroslav Pitner, Stanislav Neveselý                                                                |          |
| 1982/1983 | 1. liga              | Radoslav Svoboda                         | Stanislav Neveselý, Jaroslav Holík                                                                 |          |
| 1983/1984 | 1. liga              | Milan Chalupa                            | Stanislav Neveselý, Jaroslav Holík                                                                 |          |
| 1984/1985 | 1. liga              | Radoslav Svoboda                         | Stanislav Neveselý, Jaroslav Holík                                                                 |          |
| 1985/1986 | 1. liga              | Radoslav Svoboda                         | Stanislav Neveselý, Jaroslav Holík                                                                 |          |
| 1986/1987 | 1. liga              | Oldřich Válek                            | Stanislav Neveselý, Jaroslav Holík                                                                 |          |
| 1987/1988 | 1. liga              | Libor Dolana                             | Jaroslav Holík, Josef Augusta                                                                      |          |
| 1988/1989 | 1. liga              | Petr Vlk                                 | Jaroslav Holík, Josef Augusta                                                                      |          |
| 1989/1990 | 1. liga              | Bedřich Ščerban                          | Jaroslav Holík, Josef Augusta                                                                      |          |
| 1990/1991 | 1. liga              | Bedřich Ščerban                          | Jaroslav Holík, Josef Augusta                                                                      |          |
| 1991/1992 | 1. liga – sk. Západ  |                                          | Jaroslav Holík, Josef Augusta                                                                      |          |
| 1992/1993 | 1. liga              |                                          | Jaroslav Holík, Jan Hrbatý                                                                         |          |
| 1993/1994 | Extraliga            |                                          | Jaroslav Holík, Jan Hrbatý                                                                         |          |
| 1994/1995 | Extraliga            | Petr Kuchyňa                             | Jaroslav Holík, Jan Hrbatý (Jaroslav Holík v průběhu sezony nahrazen Milanem Chalupou)             |          |
| 1995/1996 | Extraliga            | Petr Vlk                                 | František Vorlíček, Jan Hrbatý                                                                     |          |
| 1996/1997 | Extraliga            | Petr Vlk                                 | František Vorlíček, Jan Hrbatý (v průběhu sezony nahrazeni dvojicí Josef Augusta, Karel Dvořák)    |          |
| 1997/1998 | Extraliga            | Petr Vlk                                 | Josef Augusta, Karel Dvořák                                                                        |          |
| 1998/1999 | Extraliga            | Petr Vlk                                 | Josef Augusta, Karel Dvořák (Josef Augusta v průběhu sezony nahrazen Vladimírem Caldrem)           |          |
| 1999/2000 | 1. liga              | Aleš Polcar                              | Jaroslav Holík, Karel Dvořák, Radoslav Svoboda                                                     |          |
| 2000/2001 | 1. liga              | Richard Cachnín                          | Jaroslav Holík, Karel Dvořák, Radoslav Svoboda                                                     | Zde      |
| 2001/2002 | 1. liga              | Oldřich Bakus                            | Jaroslav Holík, Karel Dvořák, Radoslav Svoboda                                                     | Zde      |
| 2002/2003 | 1. liga              | Oldřich Bakus                            | Jiří Režnar, Petr Vlk                                                                              | Zde      |
| 2003/2004 | 1. liga              | Oldřich Bakus                            | Petr Vlk, Petr Fiala                                                                               | Zde      |
| 2004/2005 | Extraliga            | Oldřich Bakus                            | Petr Vlk, Petr Fiala (v průběhu sezony nahrazeni dvojicí Richard Farda, Kamil Konečný)             | Zde      |
| 2005/2006 | 1. liga              | Oldřich Bakus                            | Milan Chalupa, Aleš Polcar                                                                         | Zde      |
| 2006/2007 | 1. liga              | Oldřich Bakus                            | Petr Vlk                                                                                           | Zde      |
| 2007/2008 | 1. liga – sk. Východ | Oldřich Bakus                            | Karel Dvořák, Bedřich Ščerban                                                                      | Zde      |
| 2008/2009 | 1. liga              | Oldřich Bakus                            | Karel Dvořák, Roman Mejzlík, Aleš Totter (Karel Dvořák v průběhu sezóny nahrazen Josefem Augustou) | Zde      |
| 2009/2010 | 1. liga              | Oldřich Bakus                            | Josef Augusta, Roman Mejzlík, Patrik Augusta                                                       | Zde      |
| 2010/2011 | 1. liga              | Oldřich Bakus                            | Petr Vlk, Patrik Augusta                                                                           | Zde      |
| 2011/2012 | 1. liga              | Tomáš Ficenc                             | Petr Vlk, Patrik Augusta                                                                           | Zde      |
| 2012/2013 | 1. liga              | Tomáš Ficenc                             | Petr Vlk, Patrik Augusta                                                                           | Zde      |
| 2013/2014 | 1. liga              | Tomáš Čachotský                          | Petr Vlk, František Zeman                                                                          | Zde      |
| 2014/2015 | 1. liga              | Tomáš Čachotský                          | Petr Vlk, František Zeman                                                                          | Zde      |
| 2015/2016 | 1. liga              | Jiří Dobrovolný                          | Petr Vlk, František Zeman, Viktor Ujčík                                                            | Zde      |
| 2016/2017 | 1. liga              | Jiří Dobrovolný, později Tomáš Čachotský | Petr Vlk, František Zeman, Viktor Ujčík                                                            | Zde      |
| 2017/2018 | Extraliga            | Tomáš Čachotský                          | Petr Vlk, František Zeman                                                                          | Zde      |
| 2018/2019 | 1. liga              | Josef Skořepa                            | Petr Vlk, František Zeman                                                                          | Zde      |
| 2019/2020 | 1. liga              | Josef Skořepa                            | Petr Vlk, František Zeman - Viktor Ujčík, Karel Nekvasil                                           | Zde      |
| 2020/2021 | 1. liga              | Josef Skořepa                            | Viktor Ujčík, Karel Nekvasil a Petr Jaroš                                                          | Zde      |
| 2021/2022 | 1. liga              | Josef Skořepa                            | Viktor Ujčík, Karel Nekvasil a Petr Jaroš                                                          | Zde      |
| 2022/2023 | 1. liga              | Josef Skořepa                            | Viktor Ujčík, Karel Nekvasil a Lukáš Sáblík                                                        | Zde      |
| 2023/2024 | 1. liga              | Tomáš Čachotský                          | Viktor Ujčík, Karel Nekvasil a Lukáš Sáblík                                                        | Zde      |
| 2024/2025 | 1. liga              | Tomáš Čachotský                          | Viktor Ujčík, Karel Nekvasil a Lukáš Sáblík                                                        | Zde      |
| 2025/2026 | 1. liga              | Tomáš Čachotský                          | Viktor Ujčík, Karel Nekvasil a Lukáš Sáblík                                                        | Zde      |

### Celkový přehled výsledků v nejvyšší soutěži
| Soutěž                       | Sezon | Fáze sezony     | Zápasy | Výhry | Vp | Remízy | Pp | Prohry | VB   | OB   | Bilance |
| ---------------------------- | ----- | --------------- | ------ | ----- | -- | ------ | -- | ------ | ---- | ---- | ------- |
| Československá hokejová liga | 36    | Základní část   | 1340   | 784   | 7  | 186    | 6  | 357    | 5571 | 3618 | +1953   |
| Československá hokejová liga | 36    | Baráž           | 3      | 3     | 0  | 0      | 0  | 0      | 13   | 7    | +6      |
| Československá hokejová liga | 36    | Playoff         | 92     | 52    | 6  | 0      | 6  | 28     | 380  | 284  | +96     |
| Československá hokejová liga | 36    | Celkem          | 1435   | 839   | 13 | 186    | 12 | 385    | 5964 | 3909 | +2055   |
| Extraliga ledního hokeje     | 7     | Základní část   | 336    | 87    | 1  | 54     | 5  | 189    | 818  | 1160 | −342    |
| Extraliga ledního hokeje     | 7     | Baráž/o udržení | 35     | 14    | 3  | 1      | 3  | 14     | 102  | 96   | +6      |
| Extraliga ledního hokeje     | 7     | Playoff         | 8      | 3     | 0  | 0      | 1  | 4      | 25   | 29   | −4      |
| Extraliga ledního hokeje     | 7     | Celkem          | 379    | 104   | 4  | 55     | 9  | 207    | 945  | 1285 | −340    |
| Celkem                       | 43    | Základní část   | 1676   | 871   | 8  | 240    | 11 | 546    | 6389 | 4778 | +1611   |
| Celkem                       | 43    | Baráž/o udržení | 38     | 17    | 3  | 1      | 3  | 14     | 115  | 103  | +12     |
| Celkem                       | 43    | Playoff         | 100    | 55    | 6  | 0      | 7  | 32     | 405  | 313  | +92     |
| Celkem                       | 43    | Celkem          | 1814   | 943   | 17 | 241    | 21 | 592    | 6909 | 5194 | +1715   |

#### Bilance s jednotlivými soupeři v nejvyšší soutěži
- Stav po sezoně 2012/13.

| Soupeř              | Zápasy | Výhry | Vp | Remízy | Pp | Prohry | VB  | OB  | Bilance | První zápas | Poslední zápas |
| ------------------- | ------ | ----- | -- | ------ | -- | ------ | --- | --- | ------- | ----------- | -------------- |
| Sparta Praha        | 179    | 87    | 0  | 25     | 3  | 64     | 622 | 548 | +74     | 1957-12-07  | 2005-02-18     |
| Pardubice           | 171    | 83    | 1  | 24     | 1  | 62     | 621 | 508 | +113    | 1957-11-03  | 2005-02-15     |
| Litvínov            | 166    | 96    | 4  | 15     | 2  | 49     | 728 | 495 | +233    | 1959-10-28  | 2005-01-25     |
| Kladno              | 155    | 75    | 1  | 24     | 1  | 54     | 587 | 454 | +133    | 1957-10-27  | 2005-01-20     |
| České Budějovice    | 132    | 74    | 3  | 16     | 3  | 36     | 512 | 344 | +168    | 1957-12-04  | 2005-03-26     |
| Slovan Bratislava   | 130    | 66    | 2  | 21     | 0  | 41     | 514 | 375 | +139    | 1957-10-30  | 1992-12-04     |
| Plzeň               | 128    | 65    | 1  | 22     | 0  | 40     | 509 | 368 | +141    | 1957-11-30  | 2005-01-30     |
| Kometa Brno         | 127    | 67    | 1  | 18     | 0  | 41     | 489 | 381 | +108    | 1957-11-28  | 1996-01-16     |
| Vítkovice           | 125    | 62    | 0  | 16     | 5  | 42     | 477 | 383 | +94     | 1957-11-09  | 2005-02-04     |
| Zlín                | 124    | 78    | 0  | 10     | 2  | 34     | 489 | 295 | +194    | 1960-11-16  | 2005-02-06     |
| Košice              | 116    | 65    | 2  | 18     | 1  | 30     | 452 | 276 | +176    | 1964-10-01  | 1993-01-26     |
| Trenčín             | 52     | 33    | 0  | 4      | 0  | 15     | 208 | 129 | +79     | 1977-10-04  | 1992-11-01     |
| Olomouc             | 28     | 13    | 0  | 1      | 0  | 14     | 70  | 78  | −8      | 1990-09-20  | 1997-02-28     |
| Chomutov            | 24     | 19    | 0  | 2      | 0  | 3      | 143 | 65  | +78     | 1957-11-19  | 1974-02-22     |
| Slavia Praha        | 22     | 5     | 0  | 5      | 1  | 11     | 65  | 81  | −16     | 1994-10-11  | 2005-01-18     |
| Vsetín              | 22     | 6     | 0  | 1      | 0  | 15     | 46  | 82  | −36     | 1994-10-14  | 2005-03-01     |
| Třinec              | 20     | 4     | 0  | 7      | 1  | 8      | 46  | 61  | −15     | 1995-10-01  | 2005-02-27     |
| Opava               | 14     | 9     | 0  | 2      | 0  | 3      | 55  | 38  | +17     | 1959-11-25  | 1999-02-28     |
| Karlovy Vary        | 12     | 2     | 0  | 1      | 0  | 9      | 18  | 49  | −31     | 1997-10-05  | 2005-02-20     |
| Znojmo              | 11     | 2     | 1  | 0      | 1  | 7      | 24  | 35  | −11     | 1999-03-28  | 2005-02-25     |
| Zbrojovka Brno      | 8      | 3     | 0  | 3      | 0  | 2      | 31  | 21  | +10     | 1958-10-26  | 1963-01-06     |
| Hradec Králové      | 8      | 4     | 0  | 1      | 0  | 3      | 26  | 26  | +0      | 1993-09-21  | 1994-03-21     |
| Poprad              | 6      | 3     | 1  | 0      | 0  | 2      | 21  | 18  | +3      | 1991-10-24  | 1993-01-22     |
| Brno Královo Pole   | 5      | 4     | 0  | 0      | 0  | 1      | 25  | 14  | +11     | 1957-03-26  | 1975-10-24     |
| Kralupy nad Vltavou | 5      | 4     | 0  | 0      | 0  | 1      | 18  | 6   | +12     | 1997-03-22  | 1997-03-30     |
| I. ČLTK Praha       | 4      | 3     | 0  | 1      | 0  | 0      | 23  | 4   | +19     | 1957-11-21  | 1964-12-12     |
| Jindřichův Hradec   | 4      | 3     | 0  | 1      | 0  | 0      | 19  | 7   | +12     | 1993-09-24  | 1994-01-18     |
| Liberec             | 4      | 0     | 0  | 1      | 0  | 3      | 9   | 17  | −8      | 2004-09-19  | 2005-01-28     |
| Litoměřice          | 4      | 3     | 0  | 0      | 0  | 1      | 25  | 12  | +13     | 1961-10-25  | 1963-12-10     |
| Nitra               | 4      | 2     | 0  | 2      | 0  | 0      | 22  | 10  | +12     | 1990-09-16  | 1991-01-31     |
| Baník Ostrava       | 3      | 2     | 0  | 0      | 0  | 1      | 11  | 13  | −2      | 1957-03-24  | 1958-02-05     |
| LTC Praha           | 1      | 1     | 0  | 0      | 0  | 0      | 4   | 1   | +3      | 1957-03-25  | 1957-03-25     |

#### Statistické zajímavosti
| Zajímavost                 | Počet | Kolo | Den       | Domácí                  | Hosté         | Skóre | Třetiny           |
| -------------------------- | ----- | ---- | --------- | ----------------------- | ------------- | ----- | ----------------- |
| Nejvíce branek v utkání    | 18    | 30.  | 4.2.1962  | Tesla Pardubice         | Dukla Jihlava | 6:12  | (0:3,3:2,3:7)     |
| Nejvíce vstřelených branek | 14    | 35.  | 23.3.1968 | Dukla Jihlava           | VTŽ Chomutov  | 14:0  | (2:0,5:0,7:0)     |
| Nejvíce vstřelených branek | 14    | 35.  | 8.2.1969  | Motor České Budějovice  | Dukla Jihlava | 3:14  | (1:3,0:5,2:6)     |
| Nejvyšší vítězství         | +14   | 35.  | 23.3.1968 | Dukla Jihlava           | VTŽ Chomutov  | 14:0  | (2:0,5:0,7:0)     |
| Nejvíce obdržených branek  | 12    | 22.  | 14.2.1958 | Spartak Praha Sokolovo  | Dukla Jihlava | 12:0  | (5:0,6:0,1:0)     |
| Nejvyšší porážka           | −12   | 22.  | 14.2.1958 | Spartak Praha Sokolovo  | Dukla Jihlava | 12:0  | (5:0,6:0,1:0)     |
| Nejvyšší remíza            | 6     | 20.  | 11.1.1968 | Sparta ČKD Praha        | Dukla Jihlava | 6:6   | (2:5,2:0,2:1)     |
| Nejvyšší remíza            | 6     | 2.   | 25.9.1969 | Slovan CHZJD Bratislava | Dukla Jihlava | 6:6   | (4:2,2:2,0:2)     |
| Nejvyšší remíza            | 6     | 44.  | 13.4.1980 | Slovan CHZJD Bratislava | Dukla Jihlava | 6:6   | (3:3,2:2,1:1)     |
| Nejvyšší remíza            | 6     | 39.  | 25.1.1994 | Dukla Jihlava           | AC ZPS Zlín   | 6:6p  | (3:1,1:3,2:2,0:0) |
| Nejvyšší remíza            | 6     | 31.  | 13.1.1995 | HC Slavia Praha         | Dukla Jihlava | 6:6p  | (2:2,3:3,1:1,0:0) |

### Nejlepší hráči podle sezon
| 1993/1994 |
| 1994/1995 |
| 1995/1996 |
| 1996/1997 |
| 1997/1998 |
| 1998/1999 |
| 1999/2000 |
| 2000/2001 |
| 2001/2002 |
| 2002/2003 |
| 2003/2004 |
| 2004/2005 |
| 2005/2006 |
| 2006/2007 |
| 2007/2008 |
| 2008/2009 |
| 2009/2010 |
| 2010/2011 |
| 2011/2012 |
| 2012/2013 |
| 2013/2014 |
| 2014/2015 |
| 2015/2016 |
| 2016/2017 |
| 2017/2018 |
| 2018/2019 |
| 2019/2020 |
| 2020/2021 |
| 2021/2022 |
| 2022/2023 |
| 2023/2024 |
| 2024/2025 |

| Jaroslav Hub                                | 19 |
| Viktor Ujčík                                | 20 |
| Jiří Poukar                                 | 26 |
| Petr Kaňkovský                              | 25 |
| Petr Vlk                                    | 22 |
| Radek Matějovský                            | 12 |
| Daniel Hodek                                | 17 |
| Jiří Poukar                                 | 22 |
| Petr Kaňkovský                              | 20 |
| Oldřich Bakus                               | 19 |
| Oldřich Bakus                               | 23 |
| Pavel Vostřák                               | 12 |
| Oldřich Bakus                               | 30 |
| Oldřich Bakus                               | 30 |
| Ladislav Rytnauer                           | 24 |
| Oldřich Bakus                               | 27 |
| Daniel Hodek                                | 25 |
| Oldřich Bakus                               | 22 |
| Daniel Hodek                                | 31 |
| Daniel Hodek                                | 20 |
| Adam Zeman                                  | 28 |
| Tomáš Čachotský                             | 20 |
| Josef Skořepa                               | 22 |
| Josef Skořepa                               | 16 |
| Tomáš Čachotský                             | 10 |
| Matěj Pekr                                  | 32 |
| Matěj Pekr                                  | 23 |
| Jiří Fronk                                  | 18 |
| Tomáš Havránek, Jakub Illéš a Josef Skořepa | 17 |
| Tomáš Harkabus                              | 18 |
| Šimon Jelínek                               | 17 |
| Richard Cachnín                             | 20 |

| Viktor Ujčík    | 30 |
| Libor Dolana    | 17 |
| Petr Kaňkovský  | 33 |
| Petr Kaňkovský  | 27 |
| Petr Vlk        | 24 |
| Petr Vlk        | 18 |
| Richard Cachnín | 22 |
| Richard Cachnín | 26 |
| Petr Kaňkovský  | 25 |
| Petr Kaňkovský  | 34 |
| Petr Kaňkovský  | 42 |
| Aleš Padělek    | 13 |
| Oldřich Bakus   | 35 |
| Petr Kaňkovský  | 47 |
| Tomáš Čachotský | 30 |
| Daniel Hodek    | 34 |
| Tomáš Čachotský | 36 |
| Daniel Hodek    | 27 |
| Tomáš Čachotský | 24 |
| Martin Filip    | 26 |
| Tomáš Čachotský | 47 |
| Michal Důras    | 25 |
| Michal Důras    | 27 |
| Tomáš Čachotský | 36 |
| Tomáš Čachotský | 18 |
| Lukáš Anděl     | 32 |
| Tomáš Čachotský | 43 |
| Matěj Pekr      | 21 |
| Tomáš Čachotský | 26 |
| Patrik Miškář   | 19 |
| Tomáš Havránek  | 24 |
| Tomáš Čachotský | 34 |

| Viktor Ujčík                   | 47 |
| Viktor Ujčík                   | 36 |
| Petr Kaňkovský                 | 48 |
| Petr Kaňkovský                 | 52 |
| Petr Vlk                       | 46 |
| Petr Vlk                       | 25 |
| Daniel Hodek a Richard Cachnín | 30 |
| Richard Cachnín                | 37 |
| Petr Kaňkovský                 | 45 |
| Petr Kaňkovský                 | 45 |
| Petr Kaňkovský                 | 59 |
| Aleš Padělek                   | 23 |
| Oldřich Bakus                  | 65 |
| Petr Kaňkovský                 | 71 |
| Oldřich Bakus                  | 45 |
| Daniel Hodek                   | 57 |
| Daniel Hodek                   | 55 |
| Tomáš Čachotský                | 48 |
| Daniel Hodek                   | 51 |
| Daniel Hodek                   | 39 |
| Tomáš Čachotský                | 65 |
| Tomáš Čachotský                | 45 |
| Michal Důras                   | 40 |
| Tomáš Čachotský                | 52 |
| Tomáš Čachotský                | 28 |
| Matěj Pekr                     | 53 |
| Tomáš Čachotský                | 57 |
| Jiří Fronk a Matěj Pekr        | 32 |
| Tomáš Havránek                 | 40 |
| Patrik Miškář                  | 31 |
| Tomáš Havránek                 | 39 |
| Tomáš Čachotský                | 46 |

| Leoš Pípa         | 46  |
| Viktor Ujčík      | 65  |
| Petr Vlk          | 96  |
| Petr Vlk          | 96  |
| Leoš Pípa         | 112 |
| Marian Morava     | 137 |
| Daniel Zápotočný  | 75  |
| Marian Morava     | 72  |
| Petr Čáslava      | 71  |
| Petr Kaňkovský    | 91  |
| Zbyněk Sklenička  | 107 |
| Martin Zajac      | 80  |
| Roman Hlouch      | 124 |
| Marian Morava     | 163 |
| Petr Štrach       | 122 |
| Rostislav Malena  | 70  |
| Ladislav Rytnauer | 73  |
| Rostislav Malena  | 61  |
| Rostislav Malena  | 66  |
| Ondřej Malec      | 76  |
| Ondřej Malec      | 126 |
| Martin Kuřítko    | 94  |
| Josef Skořepa     | 44  |
| Vlastimil Bilčík  | 71  |
| Jakub Suchánek    | 50  |
| Jan Pohl          | 71  |
| Jan Pohl          | 93  |
| Vlastimil Bilčík  | 67  |
| Lukáš Mareš       | 67  |
| Adam Dvořák       | 29  |
| Filip Dundáček    | 47  |
| Lukáš Mareš       | 64  |

## Účast v mezinárodních pohárech
(zdroj:)
Legenda: SP – Spenglerův pohár, EHP – Evropský hokejový pohár, EHL – Evropská hokejová liga, SSix – Super six, IIHFSup – IIHF Superpohár, VC – Victoria Cup, HLMI – Hokejová liga mistrů IIHF, ET – European Trophy, HLM – Hokejová liga mistrů, KP – Kontinentální pohár
- SP 1965 – Základní skupina (1. místo)
- SP 1966 – Základní skupina (1. místo)
- EHP 1967/1968 – Finále
- SP 1968 – Základní skupina (1. místo)
- EHP 1968/1969 – 2. kolo
- SP 1969 – Základní skupina (2. místo)
- EHP 1969/1970 – Semifinále
- SP 1970 – Základní skupina (2. místo)
- EHP 1970/1971 – Finále
- EHP 1971/1972 – Semifinále
- EHP 1972/1973 – Semifinále
- EHP 1974/1975 – Finále
- SP 1977 – Základní skupina (2. místo)
- SP 1978 – Základní skupina (1. místo)
- SP 1979 – Základní skupina (3. místo)
- SP 1982 – Základní skupina (1. místo)
- EHP 1982/1983 – Finálová skupina (2. místo)
- SP 1983 – Základní skupina (2. místo)
- EHP 1983/1984 – Finálová skupina (2. místo)
- SP 1984 – Základní skupina (2. místo)
- EHP 1984/1985 – Finálová skupina (3. místo)
- SP 1985 – Základní skupina (4. místo)
- EHP 1985/1986 – Finálová skupina (4. místo)
- SP 1990 – Základní skupina (4. místo)
- EHP 1991/1992 – Semifinálová skupina F (4. místo)
- EHL 1998/1999 – Základní skupina A (4. místo)

## Mistrovská sestava
| Titul | Sezóna    | Hráči |
| ----- | --------- | --- |
| 1.    | 1966/1967 | Brankáři: Josef Hovora • Miloš Podhorský • Jan Jurka Obránci: Jan Suchý • Ladislav Šmíd • Karel Trachta • Jiří Neubauer • František Panchártek Útočníci: Jan Klapáč • Jaroslav Holík • Jiří Holík • Jan Hrbatý • Jiří Kochta • František Vorlíček • Stanislav Neveselý • Jan Balun • Josef Augusta • Petr Brabec • Jan Štrojza • Pavel Suchý • Miroslav Klapáč • Pavel Všianský Trenéři: Jaroslav Pitner • Stanislav Neveselý |
| 2.    | 1967/1968 | Brankáři: Josef Hovora • Radomír Daněk • Pavel Turner Obránci: Jan Suchý • Ladislav Šmíd • Karel Trachta • Jiří Neubauer • Vladimír Bednář • Marek Eysselt • Jiří Vokáč Útočníci: Jan Klapáč • Jaroslav Holík • Jiří Holík • Jan Hrbatý • Jiří Kochta • Josef Augusta • Václav Střílka • Milan Lano • Petr Brabec • František Vorlíček • Jiří Nikl • Jan Balun • Miroslav Klapáč • Václav Mařík Trenéři: Jaroslav Pitner • Stanislav Neveselý |
| 3.    | 1968/1969 | Brankáři: Marcel Sakáč • Pavol Svitana • Radomír Daněk Obránci: Jan Suchý • Ladislav Šmíd • Jaroslav Vinš • Lubomír Bauer • Vladimír Bednář • František Zelenický • Jiří Vokáč Útočníci: Jan Hrbatý • Jaroslav Holík • Jiří Holík • Jan Klapáč • Václav Mařík • Bohuslav Ebermann • Josef Augusta • František Vorlíček • Zdeněk Mráz • Milan Lano • Václav Střílka • Kamil Konečný • Jiří Nikl • Jiří Vodák • Jan Balun Trenéři: Jaroslav Pitner • Stanislav Neveselý |
| 4.    | 1969/1970 | Brankáři: Marcel Sakáč • Jiří Crha • Pavel Zima Obránci: Jan Suchý • Josef Horešovský • Lubomír Bauer • Ladislav Šmíd • Jiří Bubla • Jaroslav Hanačík • Jaroslav Vinš Útočníci: Jan Hrbatý • Jaroslav Holík • Jiří Holík • Jan Klapáč • Josef Augusta • Bohuslav Ebermann • Jan Balun • Jaroslav Mec • František Vorlíček • Dušan Žiška • Marek Sýkora • Jiří Vodák • Zdeněk Mráz Trenéři: Jaroslav Pitner • Stanislav Neveselý |
| 5.    | 1970/1971 | Brankáři: Jiří Crha • Josef Hronek • Roman Lelek Obránci: Jan Suchý • Ladislav Šmíd • Josef Horešovský • Jan Eysselt • Jiří Bubla • Milan Kajkl • Karel Dvořák • Jaroslav Lyčka Útočníci: Jan Klapáč • Jaroslav Holík • Jiří Holík • Josef Augusta • František Vorlíček • Jan Balun • Jaroslav Mec • Jiří Janák • Miloš Novák • Jiří Novák • Jan Hrbatý • Jan Hlaváček • Jaroslav Čech • Václav Honc • Milan Bartoň Trenéři: Jaroslav Pitner • Stanislav Neveselý |
| 6.    | 1971/1972 | Brankáři: Miroslav Krása • Petr Šaršoň • Roman Lelek • Luděk Brož Obránci: Jan Suchý • Jan Eysselt • Otakar Vejvoda • Milan Kajkl • Jaroslav Lyčka • Karel Dvořák • Miroslav Rykl • Petr Adamík Útočníci: Jan Klapáč • Jaroslav Holík • Jiří Holík • Jan Balun • František Vorlíček • Miloš Novák • Jiří Novák • Josef Augusta • Jan Bačo • Jiří Janák • Jan Hrbatý • Štefan Onofrej • Milan Bartoň • Václav Honc Trenéři: Jaroslav Pitner • Stanislav Neveselý |
| 7.    | 1973/1974 | Brankáři: Jiří Svoboda • Petr Hnídek • Pavel Bakus Obránci: Jan Suchý • Miroslav Dvořák • Petr Adamík • Karel Horáček • Milan Chalupa • Jan Neliba • František Kaberle • Karel Dvořák Útočníci: Jan Klapáč • Jaroslav Holík • Jiří Holík • Milan Nový • Josef Augusta • Jiří Titz • Miloš Novák • František Výborný • Miloš Kupec • Stanislav Kousek • Jan Hrbatý • Jan Novotný Trenéři: Jaroslav Pitner • Stanislav Neveselý |
| 8.    | 1981/1982 | Brankáři: Jiří Králík • Jiří Steklík • Marcel Kurfürst Obránci: Milan Chalupa • Jaroslav Benák • Radoslav Svoboda • Eduard Uvíra • Petr Adamík • Petr Adamík • Karel Horáček • Miroslav Kořený Útočníci: Jiří Lála • Ján Vodila • Josef Augusta • Vincent Lukáč • František Výborný • Oldřich Válek • Augustin Žák • Antonín Micka • Miloš Novák • Miloš Kupec • Jindřich Micka • Otta Klapka • Milan Razým • Milan Dobiášek • Jaroslav Liška Trenéři: Jaroslav Pitner • Stanislav Neveselý |
| 9.    | 1982/1983 | Brankáři: Jiří Králík • Jiří Steklík Obránci: Milan Chalupa • Jaroslav Benák • Radoslav Svoboda • Eduard Uvíra • Petr Adamík • Karel Horáček • Miroslav Souček Útočníci: Otta Klapka • Miroslav Kořený • Miloš Kupec • Igor Liba • Jaroslav Liška • František Výborný • Ondřej Weissmann • Antonín Micka • Jindřich Micka • Tomáš Netík • Miloš Novák • Oldřich Válek • Rostislav Vlach • Augustin Žák • Ján Jurčišin • Libor Dolana • Miroslav Jehlička • Jindřich Juřiček Trenéři: Stanislav Neveselý • Jaroslav Holík |
| 10.   | 1983/1984 | Brankáři: Jaromír Šindel • Jiří Steklík • Marek Neveselý Obránci: Milan Chalupa • Jaroslav Benák • Radoslav Svoboda • Miloslav Hořava • Petr Aamík • Karel Horáček • Stanislav Mečiar • Kamil Prachář • Miroslav Souček • Bedřich Ščerban Útočníci: Jiří Dudáček • Rostislav Vlach • Igor Liba • Petr Rosol • Vladimír Kameš • Petr Klíma • Miloš Kupec • Ondřej Weissmann • František Výborný • Oldřich Válek • Augustin Žák • Antonín Micka • Libor Dolana • Jaroslav Hauer • Jindřich Micka • Jan Hrbatý Trenéři: Stanislav Neveselý • Jaroslav Holík                                                                      |
| 11.   | 1984/1985 | Brankáři: Jaromír Šindel • Jiří Steklík • Martin Neveselý • Martin Štorek Obránci: Jaroslav Benák • Karel Horáček • Miloslav Hořava • Petr Höfer • Vladimír Kolek • Vojtěch Kučera • Radoslav Svoboda • Tomáš Mareš • František Musil • Kamil Prachař • Bedřich Ščerban • Rostislav Urban Útočníci: Roman Božek • Jiří Dudáček • Jan Hrbatý • Ota Jungwirth • Vladimír Kameš • Petr Klíma • Luděk Konopčík • Miloš Kupec • Tomáš Mareš • Antonín Micka • Karel Novotný • Zdeněk Pata • Michal Pivoňka • Jiří Šejba • Oldřich Válek • Petr Vlk • František Výborný • Augustin Žák Trenéři: Stanislav Neveselý • Jaroslav Holík |
| 12.   | 1990/1991 | Brankáři: Oldřich Svoboda • Roman Čechmánek • Marek Novotný • Martin Bílek Obránci: Richard Adam • Roman Čech • Roman Kaňkovský • Vladimír Kolek • Petr Kuchyňa • Bedřich Ščerban • Jiří Kuntoš • Richard Šmehlík • Michael Vyhlídal • Ivo Dostál Útočníci: Patrik Augusta • Jiří Cihlář • Libor Dolana • Radek Haut • Radek Haman • Petr Kaňkovský • Milan Kastner • Ervin Mašek • Roman Mejzlík • Aleš Polcar • Jiří Poukar • Petr Vlk • Tomáš Kucharčík • Pavel Dvořák • Tomáš Chlubna • Leoš Pípa • Marek Zadina • Viktor Ujčík Trenéři: Jaroslav Holík • Josef Augusta                                                   |